# Прендель, Виктор Антонович

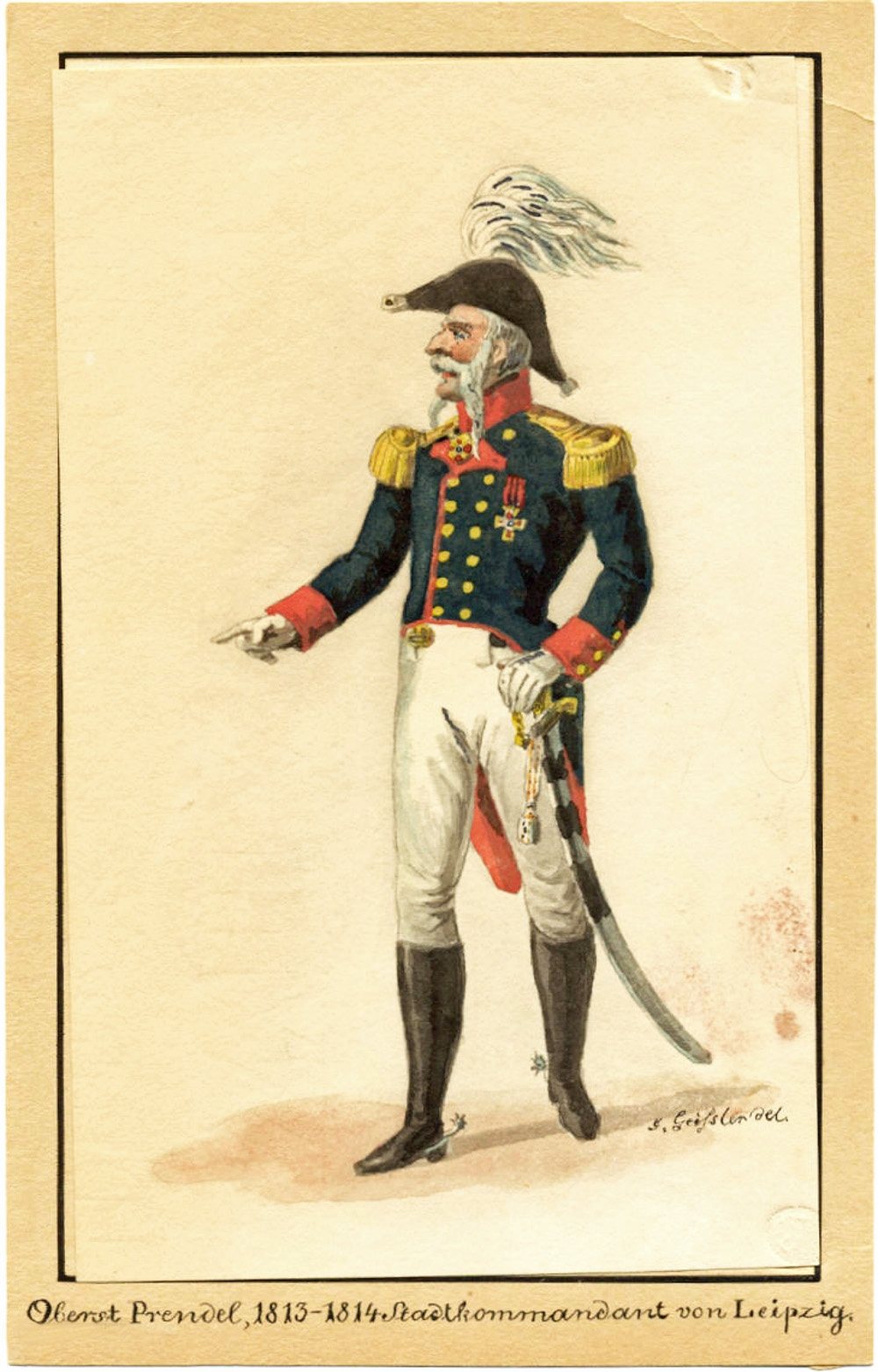
К. Г. Г. Гейслер. В. А. Прендель, военный комендант Лейпцига. 1813 г.

Виктор Антонович Прендель (нем. Victor Anton Franz von Prendel, 1766—1852) — генерал-майор, участник Наполеоновских войн.

## Биография
Происходил из тирольских дворян, родился в 1766 году в Солурне. Общее образование получил в коллегиуме братства Св. Бенедикта, где отличные способности и особенная лёгкость в изучении языков обратили на него внимание патеров, и они предназначали его для миссионерской деятельности; он основательно знал языки латинский, французский, немецкий, итальянский, венгерский, русский, польский, и английский.
Пятнадцати лет Прендель бежал из коллегиума, так как жизнь здесь была для него невыносима, отправился в Венецию и там поступил на службу в коммерческий дом одного банкира и в короткое время приобрел его доверие, а несколько времени спустя был отправлен путешествовать по Европе с сыном банкира.
Разъезжая в течение нескольких лет по континентальной Европе и по Англии, Прендель получил навык скоро сближаться с людьми, изучать быт и нравы разных народов; тогда же он положил начало прочным знакомствам, дружеским связям и сношениям, которые впоследствии оказались ему пригодными при исполнении возлагаемых на него военных и политических поручений; эти же путешествия развили у него память местности; он приобрёл способность легко ориентироваться, где бы он ни оказался, и легко сохранять в памяти всё виденное.
Когда Прендель возвратился из путешествия, во Франции начались революционные события, Европа вооружалась, Австрия приготовлялась к войне. Прендель, выдержавший тогда университетский экзамен в Турине, оставил коммерческие предприятия и поступил волонтёром в тирольские стрелки. Под знаменами Австрии он служил семнадцать лет. Получив чин офицера в батальоне тирольских стрелков, он был переведён сначала в 7-й гусарский полк князя Лихтенштейна, а потом во 2-й уланский князя Шварценберга.
В одну из кампаний на Рейне, командуя австрийским разъездом, Прендель наткнулся на численно превосходящую партию французов, был тяжело ранен в голову, взят в плен, и содержался арестованным сначала в Париже, а потом в Лионе, откуда бежал и, прибыв на родину, снова поступил на службу.
В Итальянскую войну 1799 года Прендель выступил лихим наездником и опытным знатоком аванпостной службы и обратил на себя внимание Суворова. Тогда Прендель впервые увидел русских солдат, особенно был восхищен казаками, их способностями для службы партизанской и передовой, и у него зародилась мысль перейти на русскую службу, сделаться партизаном и командовать казаками.
Желания эти осуществились 18 октября 1804 года, когда Прендель был принят в Черниговский драгунский полк штабс-капитаном. В 1805 году, по Высочайшему повелению, он был назначен для особых поручений к М. И. Голенищеву-Кутузову. За участие в сражении при Аустерлице Прендель был награждён орденом Св. Владимира 4-й степени и произведён в капитаны.
В следующем году он находился при генерале Мелиссино на турецкой границе, а в 1807 году был отозван в главную квартиру корпуса российских войск, отряженного против французов к реке Нареву. С войсками этого корпуса Прендель участвовал в сражении под Остроленкой, а по окончании дела был командирован с особыми поручениями в нейтральную австрийскую Галицию, где находился до заключения Тильзитского мира.
Вскоре после Тильзитского мира князь Горчаков отправил его с особыми поручениями в Варшаву, где прожив четыре месяца, он имел случай 1500 русским пленным доставить хитростью возможность возвратиться в Россию.
В 1808 году Прендель поступил адъютантом к дивизионному начальнику генералу Левизу, а в 1809 году назначен был адъютантом же к князю Голицыну, командовавшему вспомогательным корпусом в Австрии.
В 1810 году он был послан в Вену, в распоряжение российского посланника графа Шувалова, где и находился в продолжение четырёх месяцев; в мае того же года был произведён в майоры, с переводом в Харьковский драгунский полк и назначен адъютантом к генералу от инфантерии Дохтурову, а в сентябре ему было поручено, под видом адъютанта генерала Ханыкова, находившегося посланником при Саксонском дворе, отправиться в Дрезден для ведения разведывательной деятельности: 

Главнейшая цель вашего тайного поручения должна состоять, чтобы … приобрести точные статистические и физические познания о состоянии Саксонского королевства и Варшавского герцогства, обращая особое внимание на военное состояние
— Ламбик С. Люди непроницаемой тайны // Новости разведки и контрразведки. — 1996. — № 24.
.
Из этой поездки Прендель возвратился в августе 1812 года, когда французы находились уже под Смоленском. Приняв участие в сражении под этим городом, он потом поступил в распоряжение генерала Винцингероде, а несколько позже — самого главнокомандующего, и, до изгнания неприятеля, начальствовал над партизанским отрядом.
12 сентября 1812 года, за отличия в партизанских делах, Прендель был пожалован чином подполковника и назначен состоять по кавалерии. Вообще, до 1813 года он участвовал почти во всех больших сражениях, постоянно пользовался доверием начальства и имел много поручений военных и дипломатических, столь же разнообразных, как и внезапных.
Прендель оставил по себе славу умного, ловкого, отважного, презиравшего всякие опасности партизана и политического агента. Его голова была оценена Наполеоном и, однако, он везде ускользал от неприятеля. Около четырёх лет он разъезжал по Франции и по другим европейским державам, завоеванным Наполеоном, много раз являлся в Париж, где проживал часто значительное время и иногда проникал даже во дворец. Он часто вызывал неприятеля на поиски за собой и не упускал случая его раздражать. Так, в 1813 году, перехватывая курьеров и почты, шедшие из Франции в армию, он депеши ничтожного содержания отсылал в главную квартиру Наполеона, прикладывая к ним собственные свои печати, чаще всего — печать с изображением казака с пикой и подписью на немецком языке «Привилегированная казачья почтовая контора».
В 1813 году, состоя в ведении генерала Винцингероде, Прендель участвовал в сражении под Калишем и за отличия награждён чином полковника; в том же году, в феврале, он переправился через Одер, вступил с отрядом в Саксонию, пробрался за Эльбу и следил за движением неприятельского корпуса Ренье от Глогау к Дрездену, а 25 марта занял Дрезден, оставленный неприятелем.
Затем Прендель участвовал в Люценском бою, за отличие в котором награждён орденом св. Владимира 3-й степени; в сражении под Бауценом; в Гросс-Беренском сражении и при Денневице; перешёл вторично через Эльбу у Ахена, отличился в деле под Лейпцигом и был награждён орденом св. Анны 2-й степени с алмазными украшениями, а за решительную переправу с двумя казачьими полками через Эльбу шведский кронпринц наградил его орденом Меча 2-го класса.
После Лейпцигского сражения император Александр I назначил Пренделя комендантом Лейпцига, в каковой должности он состоял до конца 1814 года, а затем снова, в мае 1815 года, был назначен комендантом того же города; с 1816 по 1818 год он был комендантом военной дороги в Альтенбурге, в Саксонии, и директором немецких лазаретов, а в 1819 году возвратился в Россию к Киевскому драгунскому полку.
В январе 1820 года Прендель был вызван в главную квартиру 1-й армии в Киеве и состоял для особых поручений при главнокомандующем графе Остен-Сакене.
В 1831 году Прендель отправился, в качестве российского агента, в Галицию, где большая часть населения явно сочувствовала польскому мятежу. Поляки были крайне озлоблены против Пренделя, грозили ему смертью, распространяли о нём недоброжелательные слухи, но он, несмотря на все это, с большим успехом исполнил возложенное на него поручение.
По возвращении он был произведён в генерал-майоры а в июле 1835 года был уволен в отставку. Среди прочих наград он имел орден св. Георгия 4-й степени, пожалованный ему 25 декабря 1828 года за беспорочную выслугу 25 лет в офицерских чинах (№ 4217 по кавалерскому списку Григоровича — Степанова).
Прендель скончался 29 октября 1852 года в Киеве.
Прендель оставил после себя записки о своей жизни, которые представляют большой интерес. Незадолго до смерти Пренделя одно историческое общество в Германии предлагало ему значительную сумму за напечатание его труда, но предложение это было отвергнуто им, а записки переданы были одному русскому инженерному генералу и остались не напечатанными.

### Награды
Российские
- Орден Святого Владимира 4-й степени (1805)
- Орден Святого Владимира 3-й степени (1813)
- Орден Святой Анны 2-й степени (1813)
- Орден Святого Георгия 4-й степени (25 декабря 1828)

Иностранные
- Орден Гражданских заслуг Баварской короны, командор (Бавария)
- Орден Красного орла 2-й степени (Пруссия)
- Орден Белого сокола, командор (Саксен-Веймар-Эйзенах, 1819)
- Орден Гражданских заслуг, командор 2-го класса (Саксония)
- Орден Почётного легиона, командор (Франция)
- Орден Меча, командор 1-го класса (KSO1kl) (Швеция, 1813)
- Почётный гражданин Лейпцига (1814)[2] и Альтенбурга
- В 1898 году в районе на севере Лейпцига Голис в честь Пренделя была названа улица — Прендельштрассе (нем. Prendelstraße). В 1930 году — переименована в Карл-Роте-Штрассе (нем. Karl-Rothe-Straße), в 1933 году — снова переименована в Прендельштрассе, в мае 1945 года — вновь переименована в Карл-Роте-Штрассе. В августе того же года в районе на юго-западе Лейпцига Штеттериц проспект Денкмалсалле (нем. Denkmalsallee) переименован Командант-Прендель-Алле (нем. Kommandant-Prendel-Allee)[3].